# Закон Японії про Кабінет Міністрів
Закон про Кабінет Міністрів (яп. 内閣法, ないかくほう, найкаку-хо) — закон Японії № 5 від 16 січня 1947 року, який визначає права і обов'язки Кабінету Міністрів Японії, сферу його повноважень, організацію та структуру.

## Історичні аспекти
Замінив собою Імператорський рескрипт про Кабінет Міністрів 1889 року. Доповнює й уточнює положення Конституції Японії про Кабінет Міністрів. Складається з 23 статей.